# Prospect (Connecticut)
Pour les articles homonymes, voir Prospect.
Prospect est une ville américaine située dans le comté de New Haven au Connecticut.
Prospect devient une municipalité en 1827. D'abord appelée West Rock et Waterbury South Farms, la ville est nommée Prospect (« chance » ou « perspective ») par David Hotchkiss.

## Démographie
| 1830 | 1840 | 1850 | 1860 | 1870 | 1880 |
| ---- | ---- | ---- | ---- | ---- | ---- |
| 651  | 548  | 666  | 574  | 551  | 492  |

| 1890 | 1900 | 1910 | 1920 | 1930 | 1940  |
| ---- | ---- | ---- | ---- | ---- | ----- |
| 445  | 562  | 539  | 266  | 531  | 1 006 |

| 1950  | 1960  | 1970  | 1980  | 1990  | 2000  |
| ----- | ----- | ----- | ----- | ----- | ----- |
| 1 896 | 4 367 | 6 543 | 6 807 | 7 775 | 8 707 |

| 2010  | - | - | - | - | - |
| ----- | - | - | - | - | - |
| 9 405 | - | - | - | - | - |

Selon le recensement de 2010, Prospect compte 9 405 habitants. La municipalité s'étend sur 14,47 milles carrés (37,48 km2), dont 0,24 milles carrés (0,62 km2) d'étendues d'eau.